# Ken Shellito
Kenneth John Shellito (London, 1940. április 18. – Inanam, Malajzia, 2018. október 31.) válogatott angol labdarúgó, hátvéd, edző.

## Pályafutása

### Klubcsapatban
1959 és 1965 között a Chelsea labdarúgója volt. Tagja volt az 1964–65-ös idényben ligakupagyőztes csapatnak.

### A válogatottban
1963-ban egy alkalommal szerepelt az angol válogatottban.

### Edzőként
1977–78-ban a Chelsea, 1985-ben a Cambridge United vezetőedzője volt. Később Malajziában edzősködött. A Kuala Lumpur FA, a Perak FA, és a Sabah FA szakmai munkáját irányította.

## Sikerei, díjai
Chelsea
- Angol ligakupa
  - győztes: 1964–65